# دنیس جانسون
دنیس جانسون (به انگلیسی: Dennis WayneJohnson) در ۱۸ سپتامبر ۱۹۵۴ به دنیا آمد. بازیکن سیه چردهٔ دوران طلائی اتحادیه ملی بسکتبال که ملیتی آمریکایی دارد و برای تیم‌های سیاتل سوپرسونیکز و فینیکس سانز و بوستون سلتیکس بازی کرده و سابقهٔ مربیگری لس آنجلس کلیپرز را داشت. وی دانش آموختهٔ دبیرستان دومینیگز (به انگلیسی: Dominiguez) و کالج بندر لس آنجلس و دانشگاه پپرداین (به انگلیسی: Pepperdine) می‌باشد. لقب "DJ"منسوب به وی می‌باشد.
بازیکنی که به تنبلی بیش از حد در بین هم تیمی‌هایش معروف بوده‌است. البته این تنبلی خاص بیرون از زمین بوده چرا که در تمامی دوران بازیگری اش جزء بهترین بازیکنان گارد راس بوده‌است. از تنبلی وی که با شلوارهای گشاد و زنانه به تمرینات می‌رفته‌است. در سال ۱۹۷۶ دربرداشت ۲۹ام توسط سیاتل سوپرسونیکز درفت شد. در ابتدا کارخود را در پست گارد شوت شروع کرد و سرانجام در سال ۱۹۷۹ تیم سیاتل سوپرسونیکز را قهرمان لیگ کرد. در همان سال جایزه باارزش‌ترین بازیکن ان‌بی‌ای را از آن خود نمود تا به همگان نشان دهد که از همان سال‌های ابتدایی آمده‌است تا دنیس جانسون بزرگ باشد و گام به گام بزرگان قدم بردارد.
بعد از همراهی مختصری با تیم فینیکس سانز کار خود را درپست ۱ بسکتبال یعنی گارد راس در تیمبوستون سلتیکس آغاز نمود و توانست دو قهرمانی دیگر را با بستون جشن بگیرد. ۵ بار در ترکیب آل استار و ۵ بار درترکیب تیم اول لیگ و یکبار درترکیب تیم دوم لیگ حضور داشت. رکورد ۹ بار حضور در ترکیب تیم تدافعی لیگ خاص وی می‌باشد. بازیکن مستعدی که بسیاری از سیستم‌های حال حاضر و رایج بسکتبال از جمله سیستم‌های MATCHUP و SET را از روی حرکات وی درپست گارد راس پایه‌ریزی کرده‌اند.
تیم بوستون سلتیکس به افتخار نام دنیس جانسون شماره ۳ وی را بر بلندای سالن تی دی گاردن (به انگلیسی: TDGARDEN) آویخته‌است. در ۵ آوریل۲۰۱۰ (میلادی) نام ویرا در تالار مشاهیر بسکتبال ثبت نمودند. عقیده و نظر بسیاری از خبرنگاران و کارشناسان بسکتبال این است که آن طور که باید دنیس جانسون را نشناخته‌ایم.

## سال‌های اولیه زندگی
دنیس جانسون در ۱۸ سپتامبر ۱۹۵۴ به عنوان هشتمین فرزند خانوادهٔ ۱۶ نفری یک مددکار اجتماعی در کامپتون در حومهٔ لس آنجلس به دنیا آمد. وی طرفدار بیس بال بود ولی پدرش به وی بسکتبال را آموخت ولی هرگز انگیزه‌ای برای پیشبرد هدف خود در یادگیری بسکتبال نداشت (خود را دست کم گرفته بود!) با این حال با قدی معادل ۵ فوت و ۹ اینچ در تیم بسکتبال دبیرستان دومینیگز در هربازی یک دقیقه الی دو دقیقه به بازی گرفته می‌شد. در کنار دبیرستان و تحصیل کارهای زیادی را تجربه نمود از جمله آن‌ها کار کرد نبه عنوان رانندهٔ لیفتراک در ازای هر ساعت کار کردن ۲٫۷۵ $ بود. بازی کردن در کنار برادرش در جام‌های منطقه‌ای آمریکا باعث شد قد وی به ۶ فوت و ۳ اینچ تغییر پیدا کند. لقب (پا موشکی) را شاید از این بازیکن نشنیده باشید. این لقب را طرفداران محلی به خاطر پرش‌های بیش از حد وی در بازی و قاپیدن توپ از دست بلند قامتان به وی دادند. در کالج لس آنجلس مربی تیم جیم وایت(به انگلیسی: Jim White) بازی وی را درزمین‌های خاکی مشاهده کرد و دید که این بازیکن در بسکتبال خیابانی (به انگلیسی: street basketball) نیز موفق نشان می‌دهد و بیشتر جلب توجه دفاع بینقص وی شد. جیم وایت به دنیس پیشنهاد به اسم‌نویسی در تیم بسکتبال کالج را داد و دنیس پذیرفت و درحالی که وی را هم تیمی‌هایش به خاطر سیاه بودنش مسخره می‌کردند، توانست در پست گارد راس رکورد ۱۸٫۳ امتیاز و ۱۲٫۰ ریباند در هربازی را برای خود به ارمغان بیاورد. در دوران حضورش در کالج درطی دو سال ۳ بار از تیم اخراج شد و دلیل آن بی نظمی و تنبلی وی در تمرینات بود. بعد از تمام شدن کالج دو دانشگاه آزوزا پاسیفیک (به انگلیسی: Azusa Pacific University) و دانشگاه پپرداین (به انگلیسی: Pepperdine University) به وی پیشنهاد دادند که دنیس جانسون دومین دانشگاه را برگزید. در پایان کالج رکورد ۱۵٫۷ امتیاز و ۵٫۸ ریباند و ۳٫۳ اسیست را به جای گذاشت. دراولین سال حضورش در دانشگاه به علت بازی خوب خود توانست شرایط برای حضور در درفت ۱۹۷۶ را کسب کند ولی کسی شانسی برای انتخاب شدن وی در درفت را نمی‌دید چون تیم‌های لیگ ان‌بی‌ای همیشه دنبال بازیکنان مسئولیت پذیر و منظم بودند درحالی که دنیس کاملاً برعکس این موضوع بود.

## دوران حرفه‌ای

### سیاتل سوپرسونیکز(۱۹۷۶–۸۰)
سیاتل سوپرسونیکز دربرداشت ۲۹ از دور دوم درفت همان سال وی را برگزید و ۴ سال با وی قرارداد بست. این درحالی بود که دنیس جانسون در سال اول حضورش در تیم ۴۵٫۰۰۰$ و در پایان قرار داد ۹۰٬۰۰۰ $ در حساب خود می‌دید. دراولین سال حضورش در لیگ در فصل ۱۹۷۶–۷۷ رکورد ۹٫۲ امتیاز و ۱٫۵ پاس منجر به گل در هربازی برای دنیس ثبت شد. همان سال سیاتل سوپرسونیکز ۴۰ بازی را برد و ۴۲ بازی را باخت و پلی آفس ۱۹۷۷ را از دست داد. درابتدا بیل راسل بزرگ هدایت سیاتل سوپرسونیکز را بر عهده داشت ولی به دلیل ناکامی‌های متعدد و ۱۷ باخت از ۲۲ بازی وی را کنار گذاشتند و به سراغ مربی بزرگ دیگری به ناملنی ویلکنس (به انگلیسی: lennywilkens) دنیس جانسون توانست در ترکیب اصلی قرار گیرد و ۱۲٫۷ امتیاز و ۲٫۸ پاس منجر به گل در هر بازی را کسب نماید. لقب "dj" را گزارشگر آن زمان برنامه‌های بسکتبال باب بلکبرن (به انگلیسی: Bob Blackburn)برای کوتاه‌سازی اسم دنیس جانسون استفاده نمود و همان لقب برایش باقی‌ماند. در آن سال بود که دنیس در ترکیب اصلی بازی می‌کرد. سیاتل سوپرسونیکز۴۷ برد و ۳۵ باخت کسب نمود و توانست راهی رقابت‌های پلی آف سال ۱۹۷۸ شود. بعد از حذف نمودن لس آنجلس لیکرزبترتیب تیم قهرمان پورتلند تریل بلیزرز و دنور ناگتس را شکست دادند و راهی فینال شدند و در مقابل واشینگتن بولتس قرارگرفتند و در ۷ مسابقهٔ طاقت فرسا این تیم شهر واشینگتنبود که با نتیجهٔ ۹۳–۹۲سیاتل را شکست داد و قهرمان شد. در طی ۷ مسابقه دنیس جانسون ۷ بلاک شات را در یکی از بازی‌ها به نمایش گذاشت که تاکنون برای پست گارد راس بیشتراز ۷ بلاک شات رکوردی ثبت نشده‌است. در بازی آخر یعنی ۷ ام بسیاری علت باخت سیاتل را ازدست دادن ۱۴ پرتاب از۱۴ تلاش دنیس جانسون می‌دانستند و تا مدت‌ها دنیس جانسون در شک آن بازی قرار داشت. ۱۴پرتاب که هر ۱۴ پرتاب ازدست رفت.
در فصل ۱۹۷۸–۷۹ طبق قرعه و تلاش سخت سیاتلی‌ها باری دیگر در بازی انتقام تیم سیاتل در مقابل واشینگتن بولتس قرار گرفت. بازی اول را در فینال به این تیم باختند و بقیه ۴بازی را به کمک دنیس برنده شدند و قهرمان فصل ۱۹۷۸–۷۹ شدند. دنیس جانسون ۲۳ امتیاز و ۶ ریباند و ۶ پاس منجر به گل ازخود در هر بازی میانگین باقی گذاشت. در بازی ۴ ام در در ot (over time)با ۳۲ امتیاز برندهٔ جایزه باارزش‌ترین بازیکن ان‌بی‌ای (به انگلیسی: MVP)شد. در پایان فصل دنیس نام خود را به عنوان بهترین گارد راس لیگ معرفی نمود و در لیگ‌های بعدی ۱۵٫۹ امتیاز و ۳٫۵ پاس منجر به گل در هربازی میانگین کار وی بود. در سال بعدی بااینکه آمار دنیس بهتر شده بود و ۱۹٫۱ امتیاز و ۴ پاس منجر به گل به ارمغان می‌آورد ولی در پلی آفس کنفرانس غرب مقلوب لس آنجلس لیکرز شدند و از راهیابی به فینال بازماندند علت این باخت هم حضور دو اعجوبه به نام‌های مجیک جانسون و کریم عبدالجبار در تیم لس آنجلس لیکرزبود. در پایان همان سال مربی willkensبا دنیس جانسون به خصومت پرداخت و نتیجه آن شد که دنیس جانسون به تیم فینیکس سانز انتقال شد. درفصل بعدی تیم سیاتل سوپرسونیکز تنها توانست ۲۲ برد کسب نماید و بدترین دوران خود در مسابقات را به نمایش بگذارد.

### فینیکس سانز(۱۹۸۰–۸۳)
در تیم فینیکس سانز دنیس جانسون کیفیت را ملاک کار خود قرار داد. در طی ۳ سال حضورش در فینیکس سانز حد نصاب امتیاز بین ۱۴ تا ۲۰ در هر بازی را به ارمغان آورد و دفاع بی نقصی درپست گارد راس به جامعهٔ بسکتبال معرفی نمود. بهترین بازیکن امتیازآور تیم فینیکس سانز در زمان‌هایی که درپست دو قرار می‌گرفت دنیس جانسون بود. در دو سال اول حضور در سانز تیم فینیکس روی شانس را به خود دید و هر دو سال تا نیمه نهایی کنفرانس غرب بالا آمد. در آخرین سال حضورش در سانز نیز همان اتفاقات حضورش در سیاتل سوپرسونیکز این بار در فینیکس سانز برایش تکرار شد و با مربی تیم دعوا گرفت و به تیم بوستون سلتیکس در ازای بازیکن آن تیم ریک رابی (به انگلیسی: Rick Robey) معاوضه شد.
یک نکته بسیار جالب، بعد از این که دنیس جانسون از سیاتل سوپرسونیکز خط خورد و با بازیکن تیم فینیکس سانز westphal معاوضه شد تیم سیاتل سوپرسونیکز بدترین حضور خود در لیگ با ۲۲ برد را کسب نمود. عین این مطلب نیز برای تیم فینیکس سانز تکرار شد. بعد از معاوضه شدن دنیس با ریک روبی از بوستون سلتیکس تیم فینیکس سانز بدترین حضور خود درلیگ را با تنها ۱۲ برد تجربه نمود.

### بوستون سلتیکس(۱۹۸۳–۹۰)
تاقبل از فصل ۱۹۸۳–۸۴ تیم بوستون سلتیکس در تمامی بازی‌هایی که در مقابل فیلادلفیا سونتی‌سیکسرز قرار می‌گرفت پشت سرهم می‌باخت و تنها دلیل باخت بوستون سلتیکس و برتری فیلادلفیا سونتی‌سیکسرز گارد راس ماهر آن زمان فیلادلفیا سونتی‌سیکسرز، اندرو تونی
Andrew Toneyبود که درتمامی بازی‌ها دفاع پشت خط ۳ امتیازی بوستون سلتیکس وهر تیم دیگری را به طرز ماهرانه‌ای دور می‌زد و به هم می‌ریخت و تا آن زمان کسی نمی‌توانست مقابل وی و سرعت و چالاکی اش قد علم کند تا اینکه مدیر کل بستونرد ایرباچ Red Auerbach بازیکن داستان ما یعنی دنیس جانسون را به ترکیب تیم اضافه نمود. با حضور دنیس جانسون و ترکیب استثنائی وی با ۳ بازیکن دیگر یعنی دنیس جانیون+کوین میشل، لری برد، رابرت پاریش «Robert parish,,LarryBird,,Kevin Mchale+Dennis Johnson تا این لحظه بهترین ترکیب ان‌بی‌ای در نیمهٔ حریف بودند» سلتیکس به تیمی سراسر هجومی تبدیل شد. دنیس جانسون برای سومین بار در نوع بازی خود تغییر ایجاد نمود و به فنی نمودن مهارت‌های خود پرداخت.
وی بعد از شناخته شدن با اسلم دانک‌هایش در سیاتل سوپرسونیکز و پرتاب‌های منطقه‌ای اش درفینیکس سانز حالا به بهترین گارد راسی تبدیل شده بود که توانایی بازی‌سازی و کسب امتیاز به شکلی دیگر را داشت تبدیل شده بود. دراولین فصل حضورش درسلتیکس میانگین ۱۳٫۲امتیاز و ۴٫۲ پاس منجر به گل بار دیگر به بهترین تیم تدافعی ان‌بی‌ای وارد شد. در فینال فصل ۱۹۸۴ بوستن توانست به فینال لیگ راه یابد و کینهٔ قدیمی برد لیکرز در فینال را از سال ۱۹۶۰ از بین ببرد و به نوعی طلسم را بشکند. سلتیکس با ۴ برد و ۳ باخت قهرمان فصل شد و این‌بار بازی دنیس جانسون بود که بر دستان پرتوان ستارهٔ آن دوران لیکرز مجیک جانسون چربید و باعث شد در آن بازی به مجیک جانسون لقب(به انگلیسی: tragic Johnson) داده شود. بازی نرم و روان دنیس جانسون جای هیچ شبهه‌ای را باقی نگذاشت و تمامی ستارگان لیکرز به برد منصفانه سلتیکس اعتراف نمودند.
در فصل ۱۹۸۴ (میلادی) با ۱۶٫۹ امتیاز در هربازی و ۷٫۳ پاس منجر به گل توانست بار دیگر به تیم تدافعی لیگ دعوت شود.
رقابت فینال و بازی ۴ ام سال ۱۹۸۴–۸۵ و جدال و رویارویی دوبارهٔ سلتیکس و لیکرز درفینال. لحظهٔ بزرگ دنیس جانسون در زمانی از بازی که هردو تیم درامتیاز ۱۰۵ مساوی بودند و توپ در آخرین ثانیه‌ها در دستان لری برد بود که توسط دو غول لیکرز کریم عبدالجبار و مجیک جانسون دابل تیم شده بود (به انگلیسی: double team) پاس لری بردد به فضایی که دنیس جانسون در آن آزاد بود و از فاصلهٔ ۱۹ فوت زمین (وسط‌های زمین تقریباً) توانست توپ را به سمت حلقهٔ لیکرز نشانه رود و دو امتیاز بیشتر باعث شود که بازی برای سلتیکس باشد. با این حال لیکرز انتقام خودرا گرفت و سری فینال را به لطف بازیکن ۳۸ ساله و موتور تهاجمی خود کریم عبدالجبار برنده شود. در طی مصاحبه‌ای با دنیس جانسون وی بیان کرد که فینال آن سال یکی ازسال‌هایی است که تا مدت‌ها باید در حسرت آن باشیم. سلتیکس به راحتی می‌توانست بار دیگر قهرمان شود؛ ولی ما نتوانستیم کار را یکسره کنیم."" (نقل قول دنیس جانسون)
فصل بعد سلتیکس با پیروزی بر میلواکی باکس در فینال کنفرانس شرق به فینال راه یافت. فینالی که اینبار تیم مقابل قرمز به تن داشت و دیگر از زردو بنفش لیکرز خبری نبود.
هیستون راکتس ی که در ترکیب خود (برج دوقلو) را می‌دید. (اشاره به لقب دوبازیکن آنزمان هیوستون یعنی حکیم اولاجوان و رالف سامپسونبستون با بازی خوب لری برد توانست ۴–۲ قهرمان شود و دنیس جانسون سومین قهرمانی خود را جشن بگیرد.
ماجرا برای بستون و دنیس ادامه یافت تا فصل ۱۹۸۷–۸۸ که در فینال بستون سلتیکس توانایی مقابله با دیترویت پیستونز را نداشت.
فصل بعد بستون بدترین دوران خود را پشت سرگذاشت و به زحمت توانستند با رکورد ۴۲ برد و ۴۰ باخت به پلی آفس راه یابند. در آن سال دنیس جانسون نیز آمار خوبی نسبت به فصل‌های گذشته نداشت و ۱۰ امتیاز و ۶ اسیست در هربازی از وی انتظار نمی‌رفت. درآخرین فصل بازی بسکتبال دنیس جانسون ۳۵ ساله در بستون سلتیکس در فصل ۱۹۸۹–۹۰ دنیس جانسون اغلب اوایل فصل بر روی نیمکت می‌نشست و بیشتر بازیکن جوان بستون جان بگلی (به انگلیسی: John Bagley) بازی می‌کرد. این گارد راس جوان در تمرینات از ناحیه کتف مصدوم شد و بار دیگر دنیس جانسون در ترکیب اصلی بستون وارد زمین شد. اینبار لقب (به انگلیسی: our glue man) را بدست آورد. این لقب به معنای (مرد چسبناک ما). منظور این است که دنیس جانسون در این سن نیز دست از سماجت و اذیت گارد رأس‌های تیم حریف برنمی‌داشت و همچنان صلابت یک گارد راس ایده‌آل را به رخ تمامی بازیکنان می‌کشید. در آخرین فصل۶۵ بازی از ۷۵ بازی را استارتر بازی کرد و ۷٫۱ امتیاز و ۶٫۵ اسیست نهایت تلاش وی در آخرین فصل حضورش در لیگ بود. آن سال در دور اول پلی آفس بستون از راهیابی به دور بعد بازماند و حذف شد.

## بازنشستگی
دنیس جانسون بعد از اینکه بستون دیگر رغبتی به ثبت قرار داد با وی را نداشت درسال ۱۹۹۱ خود را بازنشسته کرد. این بازنشستگی عکس العملهایی از بزرگان ان‌بی‌ای را نیز در پی داشت به‌طوری‌که مجیک جانسون در طی تلگرافی از بزرگی دنیس جانسون تقدیر نمود. متن این تلگراف تنها یک خطبود که به صورت شخصی از طرف مجیک جانسون به دنیس ارسال شده بود و متن آن اینچنین بود:
«بهترین مدافع نیمه عقب زمین در تمامی دوران…»
بازیکن بزرگ دیگر لری برد بود که ۳ بار MPV شده بود و در پی بازنشستگی دنیس اظهارداشت که «بهترین هم تیمی که تا به حال داشته‌ام…»
بعد از بازنشستگی دنیس جانسون در پاره‌ای اوقات دستیار مربی سلتیکس بود و مدت۴ سال نیز کمک مربی کلیپرز بود. بعد از مدتی حضور درکادر فنی پرتلند تریل بلیزرزدرسال ۲۰۰۴ (میلادی) راهی دی لیگ (به انگلیسی: d league)شد و هدایت تیم فلوریدا فلیم (به انگلیسی: florida flame)را برعهد داشت.

## میراث
در هزار و صد بازی دنیس رکورد ۱۵٫۵۳۵ امتیاز و ۴٫۲۴۹ ریباند و ۵٫۴۹۹ اسیست را به یادگار گذاشت.
۱۴٫۱ امتیاز و ۳٫۹ ریباند و ۵٫۰ اسیست در هربازی نیز میانگین متوسط وی بود. در پایان بازنشستگی وی جزء ۱۱ بازیکن برتر تاریخ بسکتبال است که بعد از ۱۱ فصل حضوردر لیگ از مرز ۱۵ هزار امتیاز و ۵ هزار اسیست عبور کرد.
در ۱۳ دسامبر ۱۹۹۱ (میلادی) بود که شماره ۳ # وی بازنشسته شد و جملهٔ تاریخی وی به یادگار ماند.
"(من همیشه یک سلتیک باقی خواهم ماند)"
و اشکهایی که بر صورت وی جاری شد قلب بسیاری از بزرگان را تحت تأثیر قرار داد.

## زندگی شخصی

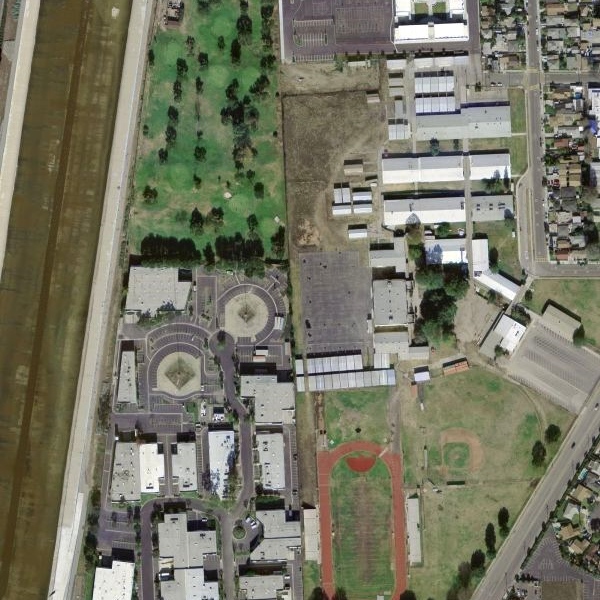
نمای هوایی از منزل دنیس جانسون

در ۳ آوریل ۲۰۱۰ شبکه ای‌اس‌پی‌ان به‌طور غیرمنتظره‌ای نام وی را در لیست بازیکنانی قرار داد که قرار بود در ۵ آوریل یعنی دوروز بعد در تالار مفاخر حضور یابند. دوروز بعد نام وی در تالار مشاهیر بسکتبال صدا زده شد ولی دیگر هیچ دنیس جانسونی در بین حضار از روی صندلی اش بلند نشد تا بر روی سکو رفته و برای حضار از زندگی اش بگوید. زندگی که پر از فراز و نشیب بود. بازیکنی که تا مدت‌ها سوژه خبرنگاران بود که تا وقتی زنده بود می‌بایست خود را در تالار مفاخر می‌یافت ولی بخت با او یار نبود. این همان ظلمی بود که در متن قبل ازین به آن اشاره نمودم و در پاراگراف اول ستاره گذاشتم تا در مورد آن توضیح بدهم که دنیس جانسون خیلی‌ها را تحت تأثیر قرار داد. شوهر زنی ۳۱ ساله به نام Donna بود و پدر ۳ فرزند بنام‌های Dwayne, Denise, Daniel. انسانی که به مدل موی آفریقائی آمریکایی خود معروف بود. سیاه‌پوستی که در کودکی وی را تمسخر می‌کردند و به خاطر تنبلی اش سرزنش می‌شد امروز همان کسی است که درموردش صحبت می‌کنیم. یکی از افراد انگشت شماری که پس از مرگ نامش در تالار مشاهیر بسکتبال یادشد.

## درگذشت
در ۲ فوریه ۲۰۰۷ بر اثر ایست قلبی در همایش منطقهٔ Austin به بیمارستان منتقل شد که بعد از چند ساعت مرگ وی اعلام شد. مرگ دنیس جانسون تا مدت‌ها شوک شدیدی به بازیکنان هم دوران خود وارد نمود و تا مدت‌ها اشک‌ها را بر گونهٔ بازیکنانی چون مجیک جانسون لری برد و غیره جاری ساخت. بازیکن افسانه‌ای بستون danny ainge با عنوان مظلوم‌ترین بازیکن تاریخ ان‌بی‌ای از این سانحه یاد کرد.